# فوتوشی نیشیا
فوتوشی نیشیا (انگلیسی: Futoshi Nishiya؛ 1981/1982 – ۱۸ ژوئیهٔ ۲۰۱۹ (سن ۳۷)) طراح، پویانما، و کارگردان فیلم اهل ژاپن بود. پس از فارغ التحصیلی از یک کالج حرفه ای در اوساکا، او شروع به کار در انیمیشن کیوتو کرد .